# David Paterson
|  | No s'ha de confondre amb David Patterson, informàtic guanyador del Premi Turing. |

David Alexander Paterson (20 de maig del 1954) és un polític estatunidenc, membre del Partit Demòcrata, senador al Senat de l'estat de Nova York del 1985 al 2007 i Tinent Governador de l'estat del 2007 al 2008. El 17 de març del 2008 va esdevenir el primer governador afroamericà de l'estat de Nova York (el quart de qualsevol estat estatunidenc) i el primer governador invident. Succeí al governador Eliot Spitzer, que va dimitir de les seves funcions després d'un escàndol sexual.
David Paterson va contraure la seva ceguera durant la seva infància. És totalment cec de l'ull esquerre i té molt poca visió a l'ull dret.

## Biografia

### Infància i estudis
Nascut a Brooklyn, David Paterson és el fill de Basil Paterson, un alt funcionari de l'estat de Nova York, antic senador de l'Estat, antic primer adjunt de l'alcalde de Nova York, Ed Koch i antic secretari d'Estat de l'estat de Nova York. Segons una entrevista a New York Now (traducció al català: Nova York ara), Paterson traça les seves arrels afroamericanes en la família de la seva mare, els ancestres de la qual van ser esclaus a Carolina del Nord i Carolina del Sud, abans de la Guerra Civil dels Estats Units. El seu pare era mig afro-jamaicà. La seva àvia materna, Evangeline Rondon Paterson (1900-1985) fou secretària del partit Black Nationalist liderat per Marcus Garvey. El seu avi patern fou Leonard James Paterson (1894-1968), nadiu de Saint George's, Grenada, i va arribar als Estats Units el 1917. Paterson s'ha fet proves per saber el seu origen genealògic: la seva família paterna té ancestres a Anglaterra, Irlanda i Escòcia i la seva família materna té ancestres europeus i de Guinea-Bissau.
David Paterson està llicenciat en història i dret. Està casat amb Michelle Paige Paterson, amb qui té dos fills.

### Carrera política
David Paterson va treballar molt de temps com a procurador de Nova York, al barri de Queens.
El 1985, a l'edat de 31 anys, David Paterson fou elegit senador al Senat de l'estat de Nova York, en representació del barri de Harlem, al nord de Manhattan. El 1993 intentà sense èxit ésser elegit al lloc d'advocat públic de la ciutat de Nova York.
El 2002, fou elegit cap de la minoria demòcrata del Senat de Nova York. Apreciat de la classe política local, fou descrit com una "persona afable, capaç de reconciliar els demòcrates i els republicans". Va presentar projectes de llei de la recerca sobre les cèl·lules mare, les energies renovables, la violència domèstica, el dret al vot dels que no eren ciutadans i contra la discriminació racial.
El novembre del 2006, fou elegit Tinent Governador de l'estat de Nova York pels demòcrates encapçalats per Eliot Spitzer. El 17 de març del 2008 va succeir a aquest darrer com a governador de l'estat de Nova York quan Spitzer va dimitir, el 12 de març del 2008, després de la polèmica per la seva implicació en un afer de prostitució.
El 17 de juliol del 2008, Paterson fou un orador clau de la 99a convenció anual del National Association for the Advancement of Colored (NAACP) a Cincinnati, Ohio.
Com a governador, feu lleis a favor del matrimoni entre persones del mateix sexe (que s'acceptessin els matrimonis fets a altres jurisdiccions), lluità contra la crisi fiscal de l'estat de Nova York, assumint mesures conservadores per tal de reduir-ne el deute augmentant taxes. També es manifestà en contra de la pena de mort.
Quan Hillary Clinton fou nomenada Secretari d'Estat dels Estats Units, Paterson va agafar el seu lloc com a Senador de manera temporal.
El 2010, després de llançar una curta campanya per a les primàries demòcrates per tornar a ser governador el 2010, el 26 de febrer del 2010 va anunciar que, finalment, no seria candidat a les primàries del seu partit. Ell va dir que era per la seva poca popularitat (que ell afirmà que era degut al racisme).